# Agnes Victoria Michel Tosi
Agnes Victoria Michel Tosi (* 1. Juli 1999 in Paraná) ist eine argentinische Volleyballspielerin.

## Karriere
Michel Tosi begann ihre Karriere bei Echagüe de Paraná. Mit den argentinischen Juniorinnen nahm sie an der U18-Weltmeisterschaft 2015 und der U23-WM teil. 2017 wechselte sie zum Club Atlético San Lorenzo de Almagro. Mit dem Verein wurde sie zweimal argentinische Vizemeisterin. 2018 spielte die Mittelblockerin mit der A-Nationalmannschaft in der Nations League. Bei der Weltmeisterschaft in Japan schied sie mit Argentinien nach der Vorrunde aus. 2019 wechselte sie zum finnischen Verein HPK Hämeenlinna. Mit dem Verein spielte sie im CEV-Pokal. 2020 wurde sie vom deutschen Bundesligisten Schwarz-Weiss Erfurt verpflichtet.